# Болдин, Игорь Петрович
Игорь Петрович Болдин (род. 2 февраля 1964 года, Москва, СССР) — советский и российский хоккеист, тренер. Олимпийский чемпион 1992 года (автор победной шайбы финале). Заслуженный мастер спорта. Участник чемпионата мира 1992 года.
Тренер в детской школе московского «Спартака». Игрок ветеранских турниров в составе ХК «Легенды хоккея СССР».
Сын Игорь (1995 г. р.) также хоккеист. На драфте юниоров КХЛ 2012 года он был выбран «Спартаком» в 4-м раунде.

## Статистика

### Клубная карьера
```
                                            --- Regular Season ---  ---- Playoffs ----
Season   Team                        Lge    GP    G    A  Pts  PIM  GP   G   A Pts PIM
--------------------------------------------------------------------------------------
1981-82  Spartak Moscow              Russi   3    1    0    1    0
1982-83  Spartak Moscow              Russi  41   14    8   22    4
1983-84  Spartak Moscow              Russi  40   12   19   31    2
1984-85  Spartak Moscow              Russi  48   10   10   20   12
1985-86  Spartak Moscow              Russi  36    8    6   14    2
1986-87  Spartak Moscow              Russi  40    5    8   13    8
1987-88  Spartak Moscow              Russi  41   20    9   29    4
1988-89  Spartak Moscow              Russi  43    9    7   16    6
1989-90  Spartak Moscow              Russi  45   13   18   31    8
1990-91  Spartak Moscow              Russi  43    8   15   23    8
1991-92  Spartak Moscow              Russi  35    6   24   30    2
1993-94  HPK Hameenlinna             SM-li  44   17   29   46    0  --  --  --  --  --
1994-95  HPK Hameenlinna             SM-li  35    8   18   26   12  --  --  --  --  --
1995-96  TuTo Turku                  SM-li  17    7    5   12    6  --  --  --  --  --
1995-96  Spartak Moscow              Russi   3    0    1    1    0
1996-97  Brynas IF Gavle             SEL    45    6   24   30    8  --  --  --  --  --
1997-98  Spartak Moscow              Russi  38    6   20   26   10
1998-99  Spartak Moscow              Russi  40    3    6    9    2  --  --  --  --  --
1998-99  Spartak Moscow              Rus-1  16    3    8   11    0
2001-02  Spartak Moscow              Russi  24    6    9   15    4
2002-03  THK Tver                    Rus-1  28    2    7    9    0

```

### В сборной
| Год                  | Сборная              | Турнир               | Место                |    | И | Г | П  | О | Штр |
| -------------------- | -------------------- | -------------------- | -------------------- | -- | - | - | -- | - | --- |
| 1992                 | Объединённая команда | ОИ                   |                      | 8  | 2 | 6 | 8  | 0 |     |
| 1992                 | Россия               | ЧМ                   | 5                    | 6  | 3 | 1 | 4  | 0 |     |
| Всего (осн. сборная) | Всего (осн. сборная) | Всего (осн. сборная) | Всего (осн. сборная) | 14 | 5 | 7 | 12 | 0 |     |